# Diócesis de Pembroke
La diócesis de Pembroke (en latín: Dioecesis Pembroken(sis), en inglés: Roman Catholic Diocese of Pembroke y en francés: Diocèse de Pembroke) es una circunscripción eclesiástica latina de la Iglesia católica en Canadá, sufragánea de la arquidiócesis de Ottawa-Cornwall. La diócesis tiene al obispo Guy Desrochers, C.SS.R. como su ordinario desde el 6 de mayo de 2020.

## Territorio y organización
La diócesis tiene 20 000 km² y extiende su jurisdicción sobre los fieles católicos de rito latino residentes en parte de la provincia de Ontario y en el distrito de Pontiac en la provincia de Quebec.
La sede de la diócesis se encuentra en la ciudad de Pembroke, en donde se halla la Catedral de San Columba.
En 2019 en la diócesis existían 48 parroquias.

## Historia
El vicariato apostólico de Pontiac fue erigido el 11 de julio de 1882 con el breve Silvicolarum praesertim del papa León XIII, obteniendo el territorio de las diócesis de Ottawa (hoy arquidiócesis de Ottawa-Cornwall), de Trois-Rivières y de la arquidiócesis de Saint-Boniface.
El 4 de mayo de 1898 el vicariato apostólico fue elevado a la categoría de diócesis y tomó el nombre actual, en virtud del breve Cum ex hac del papa León XIII; al mismo tiempo se redefinieron los límites de la nueva diócesis.
El 21 de septiembre de 1908 cedió una parte de su territorio para la erección del vicariato apostólico de Temiskaming (hoy diócesis de Timmins) mediante el breve Romanorum Pontificum del papa Pío X.

## Estadísticas
De acuerdo al Anuario Pontificio 2020 la diócesis tenía a fines de 2019 un total de 79 470 fieles bautizados.
| Año                                                                             | Población            | Población | Población      | Sacerdotes | Sacerdotes    | Sacerdotes    | Bautizados por sacerdote | Diáconos permanentes | Religiosos | Religiosos | Parroquias |
| Año                                                                             | Bautizados católicos | Total     | % de católicos | Total      | Clero secular | Clero regular | Bautizados por sacerdote | Diáconos permanentes | Varones    | Mujeres    | Parroquias |
| ------------------------------------------------------------------------------- | -------------------- | --------- | -------------- | ---------- | ------------- | ------------- | ------------------------ | -------------------- | ---------- | ---------- | ---------- |
| 1950                                                                            | 52 000               | 102 000   | 51.0           | 96         | 91            | 5             | 541                      |                      | 5          | 402        | 51         |
| 1966                                                                            | 54 571               | 117 121   | 46.6           | 94         | 92            | 2             | 580                      |                      | 2          | 416        | 51         |
| 1968                                                                            | 54 959               | 118 784   | 46.3           | 94         | 92            | 2             | 584                      |                      | 3          | 326        | 52         |
| 1976                                                                            | 53 581               | 110 876   | 48.3           | 114        | 96            | 18            | 470                      |                      | 28         | 301        | 52         |
| 1980                                                                            | 55 498               | 113 188   | 49.0           | 96         | 81            | 15            | 578                      |                      | 19         | 285        | 53         |
| 1990                                                                            | 64 326               | 129 486   | 49.7           | 87         | 78            | 9             | 739                      | 3                    | 15         | 261        | 73         |
| 1999                                                                            | 65 863               | 131 752   | 50.0           | 77         | 73            | 4             | 855                      | 8                    | 4          | 202        | 69         |
| 2000                                                                            | 65 888               | 131 795   | 50.0           | 75         | 71            | 4             | 878                      | 7                    | 8          | 188        | 69         |
| 2001                                                                            | 65 896               | 131 812   | 50.0           | 75         | 72            | 3             | 878                      | 7                    | 6          | 174        | 69         |
| 2002                                                                            | 65 985               | 131 987   | 50.0           | 76         | 73            | 3             | 868                      | 7                    | 6          | 165        | 69         |
| 2003                                                                            | 65 988               | 131 995   | 50.0           | 74         | 71            | 3             | 891                      | 7                    | 6          | 152        | 68         |
| 2004                                                                            | 65 650               | 132 000   | 49.7           | 74         | 71            | 3             | 887                      | 8                    | 6          | 134        | 59         |
| 2013                                                                            | 73 200               | 147 700   | 49.6           | 44         | 38            | 6             | 1663                     | 9                    | 9          | 159        | 48         |
| 2016                                                                            | 75 600               | 152 600   | 49.5           | 63         | 44            | 19            | 1200                     | 13                   | 21         | 146        | 48         |
| 2019                                                                            | 79 470               | 161 804   | 49.1           | 66         | 40            | 26            | 1204                     | 13                   | 29         | 91         | 48         |
| Fuente: Catholic-Hierarchy, que a su vez toma los datos del Anuario Pontificio. |                      |           |                |            |               |               |                          |                      |            |            |            |

## Episcopologio
- Narcisse Zéphirin Lorrain † (14 de julio de 1882-18 de diciembre de 1915 falleció)
- Patrick Thomas Ryan † (5 de agosto de 1916-15 de abril de 1937 falleció)
- Charles Leo Nelligan † (16 de agosto de 1937-19 de mayo de 1945 renunció[5])
- William Joseph Smith † (19 de mayo de 1945-8 de febrero de 1971 renunció)
- Joseph Raymond Windle † (8 de febrero de 1971 por sucesión-5 de mayo de 1993 retirado)
- Brendan Michael O'Brien (5 de mayo de 1993-4 de diciembre de 2000 nombrado arzobispo de San Juan de Terranova)
- Richard William Smith (27 de abril de 2002-22 de marzo de 2007 nombrado arzobispo de Edmonton)
- Michael Mulhall (30 de junio de 2007-28 de marzo de 2019 nombrado arzobispo de Kingston)
- Guy Desrochers, C.SS.R., desde el 6 de mayo de 2020